# Zonantes floridanus
Zonantes floridanus är en skalbaggsart som beskrevs av Werner 1990. Zonantes floridanus ingår i släktet Zonantes och familjen ögonbaggar. Inga underarter finns listade i Catalogue of Life.